# Agudos
Agudos este un oraș în São Paulo (SP), Brazilia.